# Nongfaïré-Bangré
Pour les articles homonymes, voir Nongfaïré.
Ne doit pas être confondu avec Nongfaïré-Mossi.
Nongfaïré-Bangré est une localité située dans le département de Kaya de la province du Sanmatenga dans la région Centre-Nord au Burkina Faso.

## Géographie
Nongfaïré-Bangré est situé à 2 km à l'ouest de Kalambaogo et à 14 km au nord du centre de Kaya, la principale ville de la région. Le village est à 1,5 km de la route départementale 18 reliant Kaya à Barsalogho.

## Éducation et santé
Le centre de soins le plus proche de Nongfaïré-Bangré est le centre de santé et de promotion sociale (CSPS) de Kalambaogo tandis que le centre hospitalier régional (CHR) se trouve à Kaya.
L'école primaire la plus proche de Nongfaïré-Bangré est celle de Nongfaïré-Mossi alors que le collège se trouve à Kalambaogo.